# Трансуейв
„Трансуейв“ е френска електронна музикална група в стиловете психоделичен и гоа транс. Създадена е през септември 1994 г. в Париж от Фредерик Холишевски и Кристоф Друйе.

## Дискография
Студийни албуми:
- Helium (април 1996)
- Phototropic (18 ноември 1996)
- Backfire (12 януари 2007)
- Frontfire (февруари 2009)
- Front Fire (2010)

Сингли и EP:
- Datura (1994)
- Hypnorythm (1995)
- Quasar (1995)
- The Outerspace (1995)
- The Rezwalker (1995)
- Land of Freedom (1996)